# Langeneß (Gemeinde)
Langeneß [laŋəˈnɛs] (dänisch Langenæs, nordfriesisch Nees) ist eine Gemeinde im Kreis Nordfriesland in Schleswig-Holstein.
Das Gemeindegebiet umfasst neben der Hallig Langeneß auch die Hallig Oland.

## Geographie und Geschichte
Vor der Burchardiflut von 1634 bildeten die Halligen Langeneß, Oland und weitere Landmassen die Hallig Alt-Langeneß.
Im Jahr 1802 bestand das heutige Langeneß noch aus drei einzelnen Halligen: Langeneß (Osten), Butwehl (Südosten) und Nordmarsch (Westen), die bis zum Jahr 1869 durch Dammbauten, Lahnungen und natürlichen Anwuchs zusammenwuchsen. Der ursprüngliche Name der zusammengewachsenen Insel lautete Nordmarsch-Langeneß.
Butwehl ist möglicherweise die in Waldemars Erdbuch erwähnte Insel Hwäler.
Langeneß wurde über die Jahrhunderte kleiner. Vor der Flut von 1825 wurden noch 70 Häuser und 187 Einwohner gezählt. 1850 standen auf 14 Warften 50 Häuser, 1905/06 30 Häuser. 1873 war die Hallig 1179 ha groß. Nach der Vermessung von 1882 waren es nur noch 1025 ha. Heute ist Langeneß mit einer Länge von etwa 10 km, einer Breite von bis zu 1400 m und einer Gesamtgröße von 956 ha die größte der Halligen. Die Hallig Oland ist etwa 2,9 km lang und bis zu 980 m breit.
1941 wurden die bis dahin selbstständigen Gemeinden Nordmarsch (frühere Hallig Nordmarsch), Langeneß (frühere Halligen Langeneß und Butwehl) und Oland zu einer Gemeinde Langeneß zusammengelegt. Die Verwaltung  befindet sich auf Pellworm, da die Gemeinde Langeneß zum Amt Pellworm gehört und keine eigene Verwaltung besitzt.
Die Gemeinde Langeneß hat 118 Einwohner, davon auf Langeneß rund 100, die auf 17 Warften in 58 Haushalten leben, die in der folgenden Tabelle von Ost nach West dargestellt sind. Die Angaben beziehen sich auf die letzte Volkszählung vom 25. Mai 1987, da Bevölkerung und Haushalte nicht auf Wohnplatzebene fortgeschrieben werden.
| NASA-Satellitenbild von Langeneß mit Warften nummeriert, rechts oben Oland, rechts unten Gröde, links oben Föhr |                 |                           |                           |                           |                             |
| Alte Postkarte mit Karte von Langeneß (ca. 1910)                                                                |                 |                           |                           |                           |                             |
| Wohn- platz- Nr. 1                                                                                              | Warft           | Topografische Bezeichnung | Volkszählung 25. Mai 1987 | Volkszählung 25. Mai 1987 |                             |
| Wohn- platz- Nr. 1                                                                                              | Warft           | Topografische Bezeichnung | Bevölkerung               | Haushalte                 |                             |
| Ehemalige Hallig Langeneß (Osten)                                                                               |                 |                           |                           |                           |                             |
| 1 | Bandixwarf      | Häusergruppe              | 5                         | 3                         | 54° 38′ 50″ N, 8° 39′ 22″ O |
| 10 | Neuwarf         | Häusergruppe              | 4                         | 2                         | 54° 38′ 23″ N, 8° 38′ 39″ O |
| 12 | Peterhaitzwarf  | Hof                       | 2                         | 1                         |                             |
| 5 | Hunnenswarf     | Häusergruppe              | 15                        | 7                         |                             |
| 13 | Peterswarf 2    | Häusergruppe              | 1                         | 1                         |                             |
| 4 | Honkenswarf     | Häusergruppe              | 12                        | 4                         |                             |
| 8 | Kirchwarf       | Kirche                    | 4                         | 1                         |                             |
| 6 | Ketelswarf      | Häusergruppe              | 18                        | 9                         |                             |
| Ehemalige Hallig Butwehl (Süden)                                                                                |                 |                           |                           |                           |                             |
| 16 | Tadenswarf      | Häusergruppe              | 6                         | 4                         |                             |
| 2 | Christianswarf  | Häusergruppe              | 7                         | 3                         |                             |
| 17 | Tamenswarf      | Haus                      | 1                         | 1                         |                             |
| Ehemalige Hallig Nordmarsch (Westen)                                                                            |                 |                           |                           |                           |                             |
| 11 | Norderhörn      | Häusergruppe              | 11                        | 5                         |                             |
| 18 | Treuberg        | Hof (unbewohnt)           | -                         | -                         |                             |
| 15 | Süderhörn       | Häusergruppe              | 3                         | 2                         |                             |
| 3 | Hilligenley     | Häusergruppe              | 9                         | 5                         |                             |
| 14 | Rixwarf 3       | Häusergruppe              | 5                         | 1                         |                             |
| 9 | Mayenswarf      | Häusergruppe              | 12                        | 5                         |                             |
| 7 | Kirchhofswarf   | Häusergruppe              | 4                         | 2                         |                             |
| (20) | Halge Huus      | (Holzhäuschen)            | -                         | -                         |                             |
| (21) | Neupeterswarf 4 | Haus (zerstört)           | -                         | -                         |                             |
| (22) | Alte Peterswarf | (Leuchtturm Nordmarsch)   | -                         | -                         |                             |
| | Langeneß        | Hallig                    | 119                       | 56                        |                             |

Die größte Warft auf der Hallig Langeneß ist die Ketelswarf, wo sich auch das Tourismusbüro befindet.

## Politik

### Gemeindevertretung
Bei der Kommunalwahl am 14. Mai 2023 wurden insgesamt 7 Sitze vergeben. Von diesen erhielten die BLLO, die WGL a und die WGL B zwei Sitze und die 1. WGL einen Sitz.

### Bürgermeisterin
Bürgermeisterin ist seit 2023 Heidi Petersen (BLLO). Ihre Vorgänger waren Heike Hinrichsen (WGLA, 2013–2023) und Hans-Friedrich (genannt Fiede) Nissen (WGLA, 2008–2013).

## Persönlichkeiten
- Johanna Sönnichsen (1881–1968), Landschaftsmalerin

## Bildergalerie

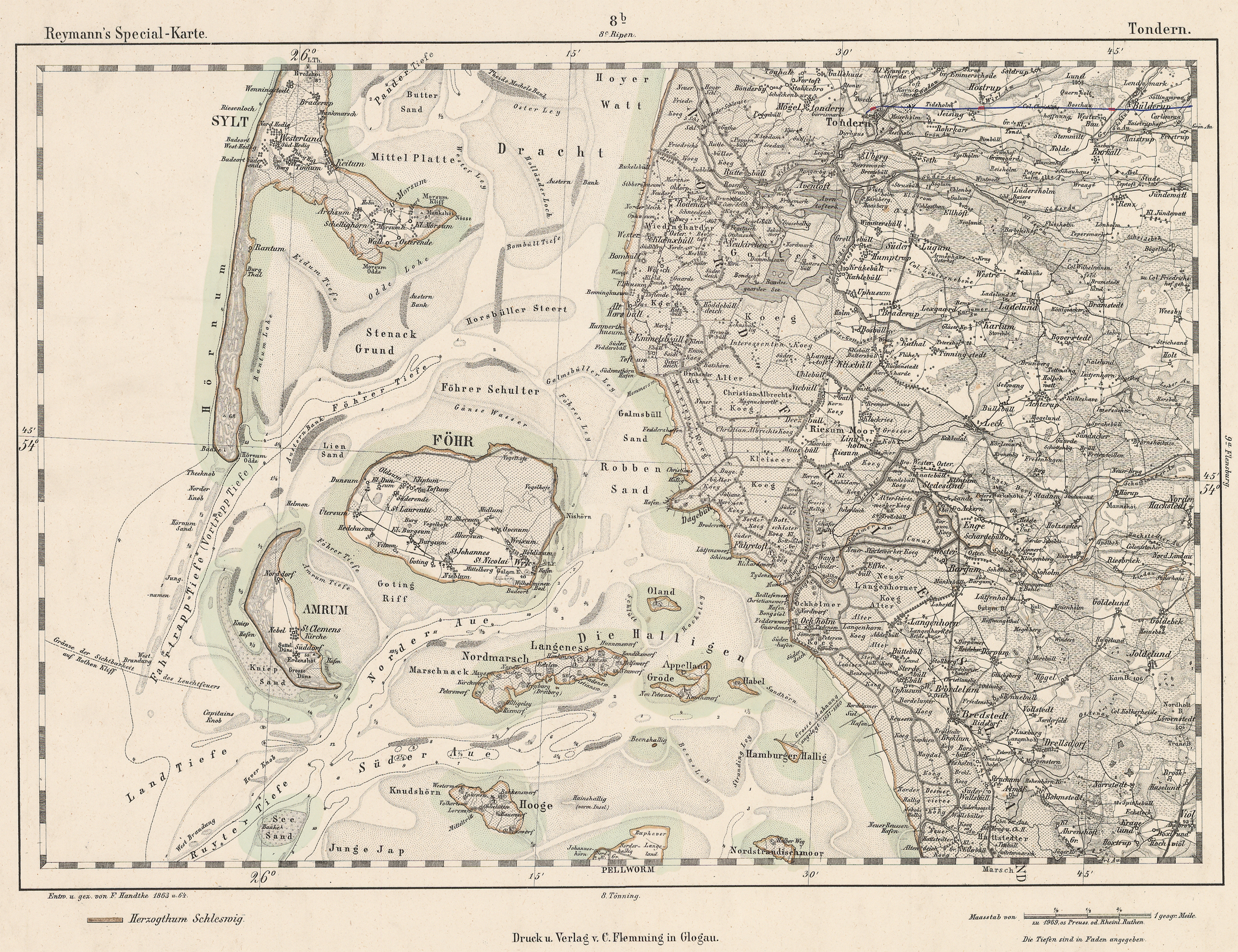
Kartenblatt der Reymann’s Special-Karte Blatt Nr. 8b (Tondern) von 1864
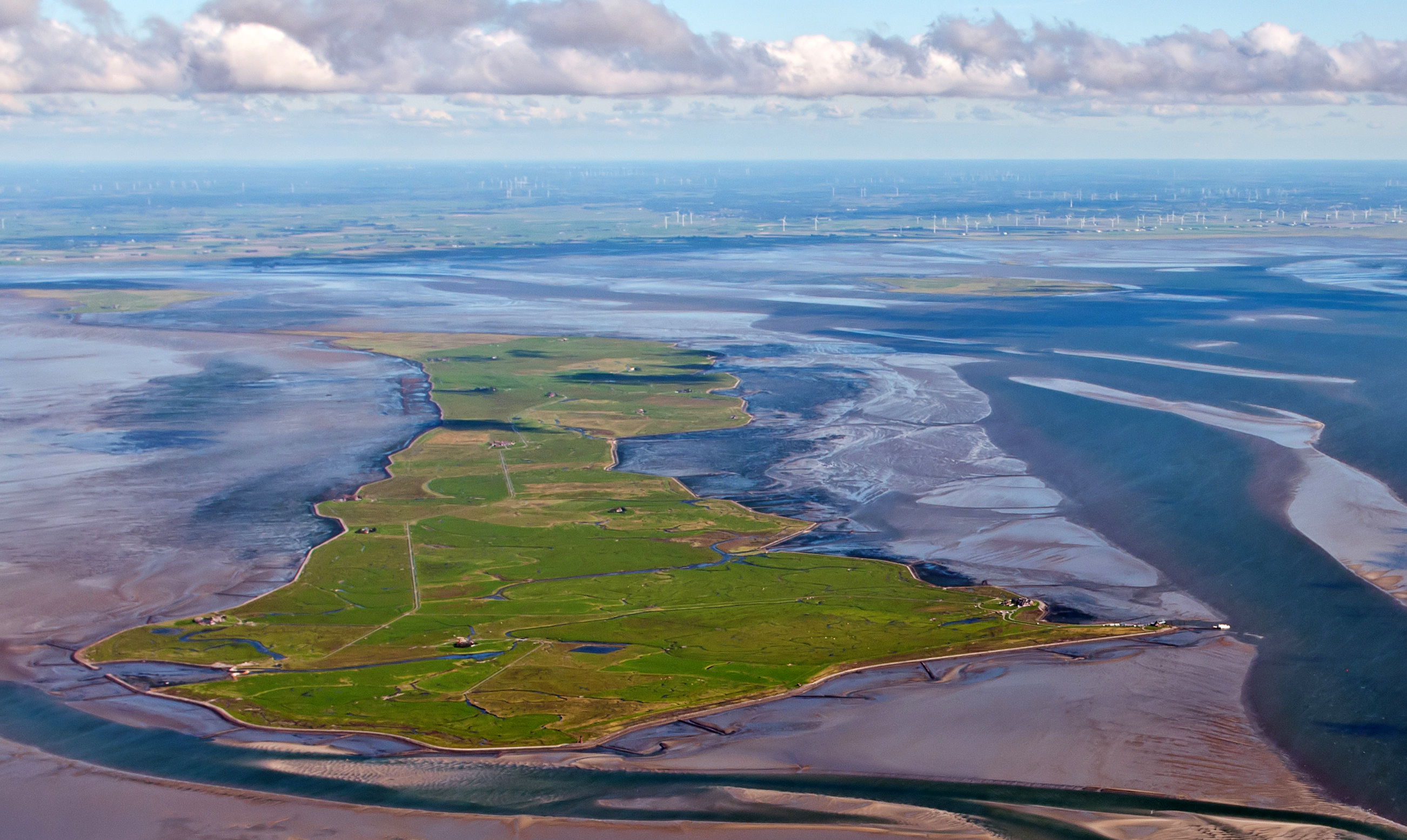
Langeneß, links im Hintergrund Oland
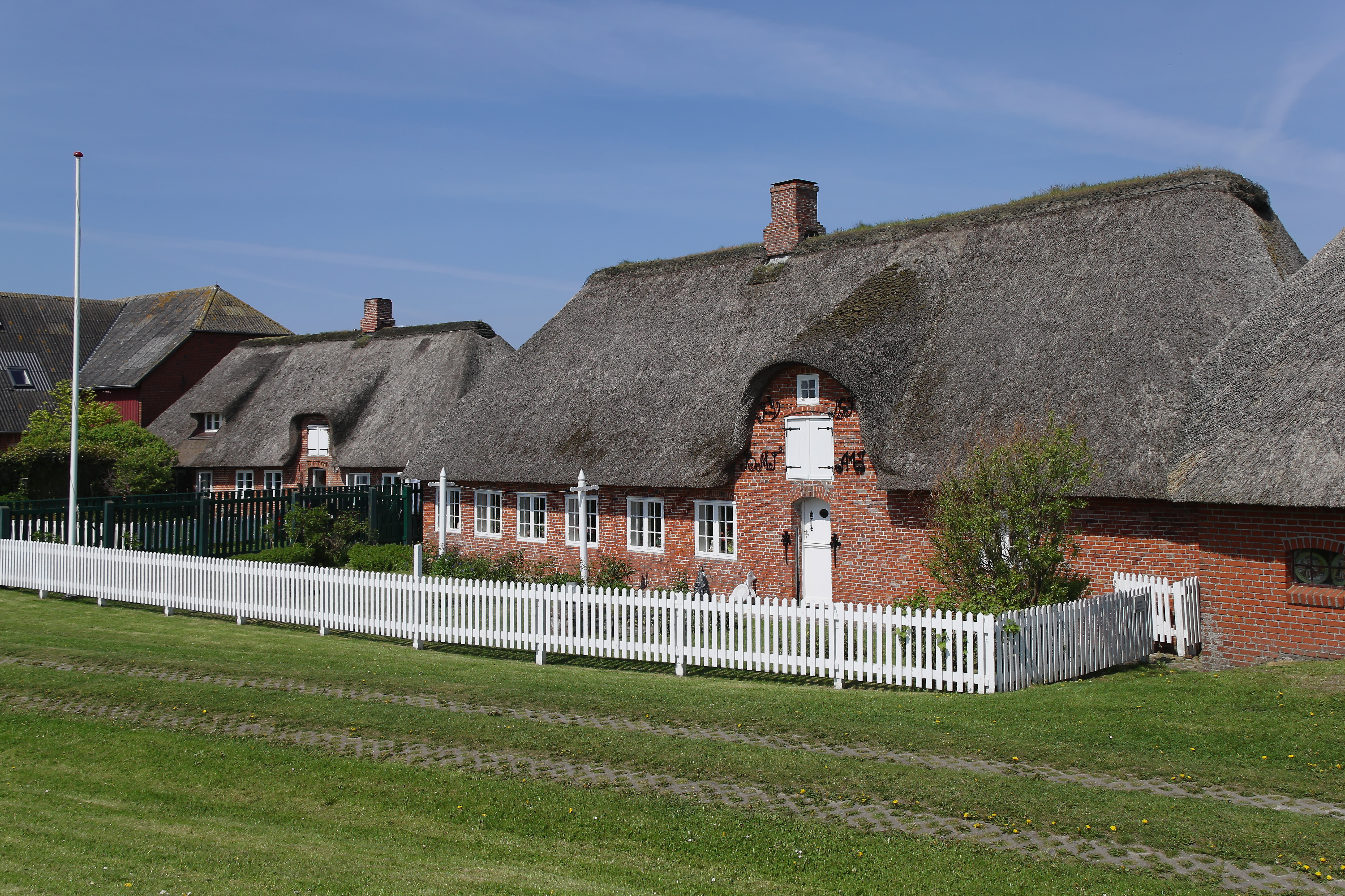
Uthländische Häuser auf der Ketelswarf
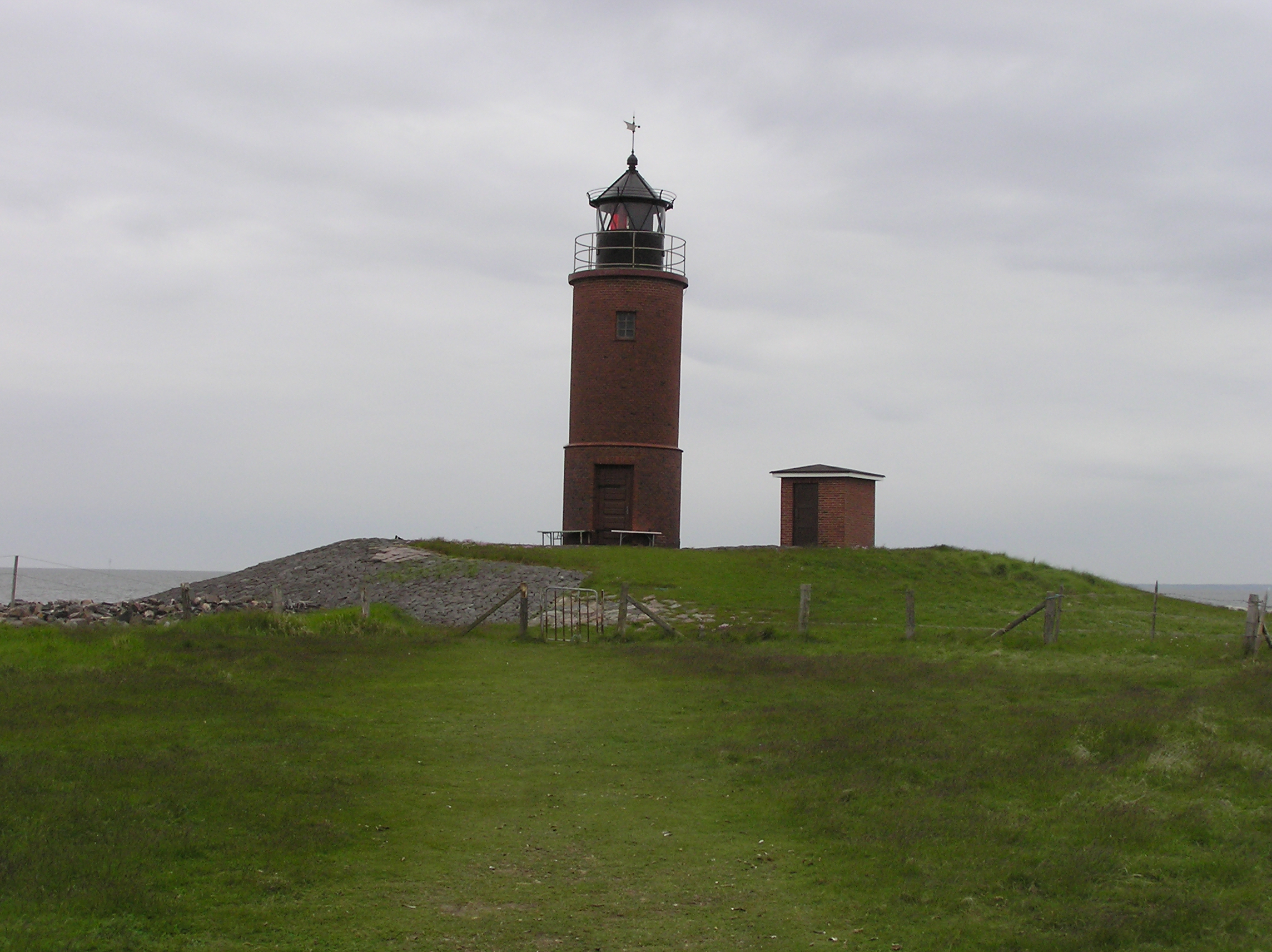
Leuchtturm Nordmarsch (Alte Peterswarf)

## TV
7 Tage... auf der Hallig, NDR-Dokumentation (2013)